# 国有揭西县天保堂林场
国有揭西县天保堂林场是位于中华人民共和国广东省揭阳市揭西县南山镇，隶属于揭西县林业局的一个国有林场。1956年建立。所辖区域以果林场之名列为揭西县的一个类似乡级单位。
南山镇东北部火炬村位于莲花山脉南麓大北山下。村中的天宝堂是一处革命旧址。1947年6月7月，中共潮汕地委在天宝堂召开会议，成立潮汕人民抗征队。1956年3月，建立天宝堂果林场，或称天保堂果林场:11、天宝堂林场。文革前，天宝堂曾用做揭西县共产主义劳动大学校舍。文革后期，为揭西县知识青年的集中上山下乡点之一，先后有300多人在此工作、生活。
2017年时，《揭西县天宝堂林场改革实施方案》已进入实际性实施阶段。2020年7月，天宝堂林场成立清产核资工作，进行清产核资工作。

## 行政区划
国家统计局网站上，2023年时，果林场下辖以下地区：
果林场虚拟社区。